# Hans Fischer (Radsportler)
Hans Fischer (* 29. Januar 1961 in Pomerode; † 13. Dezember 1988 in Jaraguá do Sul) war ein brasilianischer Radrennfahrer.

## Sportliche Laufbahn
Fischer war im Bahnradsport und im Straßenradsport aktiv. Er war Teilnehmer der Olympischen Sommerspiele 1980 in Moskau. Im 1000-Meter-Zeitfahren belegte er beim Sieg von Lothar Thoms den 15. Platz. In der Mannschaftsverfolgung wurde Brasilien mit Hans Fischer, José Carlos de Lima, Fernando Louro und Antônio Silvestre auf dem 11. Rang klassiert.
1984 startete er bei den Spielen in Los Angeles. Im Punktefahren schied er im Vorlauf, in der Einerverfolgung in der Qualifikation aus.
Bei den Panamerikanischen Spielen 1980 gewann Fischer die Silbermedaille in der Mannschaftsverfolgung und 1981 die Bronzemedaille im 1000-Meter-Zeitfahren. 1979 hatte er als Junior bereits zwei Goldmedaillen gewonnen. Auf der Straße holte er 1984 und 1985 den Sieg im Circuito Boa Vista. Er starb 1988 im Alter von 27 Jahren an einem Herzstillstand.